# Запрошений лектор
Запрошений професор (лектор, дослідник), візит-професор, гостьовий лектор — вчений з іншого наукового закладу, який відвідує певний виш, щоб навчати, читати лекції або провадити дослідження на теми, в яких цей запрошений учений цінується. У багатьох випадках, ця позиція не оплачується, бо відвідувач має зарплатню у своєму рідному виші (або частково оплачується), але деякі такі позиції оплачувані.
Зазвичай, запрошені вчені можуть залишатись на кілька місяців і навіть на рік, хоча їхнє перебування може бути подовжене. Як правило, такого вченого запрошує виш, що приймає і тут звичайною практикою є надання помешкання. Таке запрошення часто сприймається як визнання видатності вченого в певній галузі. Залучення видатних учених часто дозволяє постійному складу закладу, що приймає і його студентам-магістрам співпрацювати з видатними науковцями з інших наукових закладів, особливо закордонних.